# 联合国刚果民主共和国稳定特派团
联合国刚果民主共和国稳定特派团（MONUSCO） 是联合国驻刚果民主共和国的一支维持和平部队。 
联合国驻刚果稳定特派团成立於1999年，其任务是制止第二次刚果战争並監督剛果民主共和國的和平进程，但后来其工作重点转向應對基伍衝突等一系列的衝突。
以下国家向联合国刚果民主共和国稳定特派团派遣了军事人员：孟加拉国、比利时、贝宁、玻利维亚、波斯尼亚和黑塞哥维那、巴西、布基纳法索、喀麦隆、加拿大、中国、捷克共和国、埃及、法国、加纳、危地马拉、印度、印度尼西亚、爱尔兰、科特迪瓦、约旦、肯尼亚、马拉维、马来西亚、马里、蒙古、摩洛哥、尼泊尔、荷兰、尼日尔、尼日利亚、巴基斯坦、巴拉圭、秘鲁、波兰、罗马尼亚、俄罗斯、塞内加尔、塞尔维亚、南非、斯里兰卡、瑞典、瑞士、坦桑尼亚、突尼斯、乌克兰、英国、美国、乌拉圭、也门和赞比亚。其中印度是派遣人數最多的国家。 
此外以下国家还向联合国刚果民主共和国派遣了警察：孟加拉国、贝宁、巴西、布基纳法索、喀麦隆、加拿大、乍得、吉布提、埃及、法国、加纳、几内亚、约旦、马达加斯加、马里、尼日尔、尼日利亚、罗马尼亚、俄罗斯、塞内加尔、瑞典、瑞士、多哥、突尼斯、土耳其、乌克兰和也门。 
截至2017年10月 ，联合国在刚果民主共和国的维和部队总兵力约为18300人。 